# WikipediaFS
WikipediaFS – wirtualny system plików, pozwalający użytkownikowi na oglądanie i edytowanie artykułów Wikipedii lub innych portali korzystających z oprogramowania MediaWiki, tak jakby posługiwał się plikami na dysku twardym swojego komputera.
WikipediaFS została napisana przez Mathieu Blondel w języku programowania Python i korzysta z modułu jądra FUSE.
Program w celu pobrania na dysk twardy artykułu wykorzystuje metodę GET protokołu HTTP, zmodyfikowane artykuły wysyłane są na serwer za pomocą metody POST.